# Henrik Palle
Henrik Palle Hansen (født 1963) er en dansk journalist og forfatter. Han har læst litteraturvidenskab på Københavns Universitet og har arbejdet som café-, dvd-, øl-, tv- og revyanmelder.[kilde mangler] Han har været journalist på Politiken siden 1993. Derudover var han tidligere filmanmelder på TV 2's Go' morgen Danmark. Han har blandt andet skrevet bogen DT – en krønike om Dan Turéll og hans tid.